# Shogo Nakahara
Shogo Nakahara (født 19. maj 1994) er en japansk fodboldspiller, som spiller for den japanske fodboldklub Hokkaido Consadole Sapporo.